# 砂の果実 (沖縄電子少女彩の曲)
「砂の果実」は、2017年10月27日に発売された沖縄電子少女彩の4枚目のシングル(CD-R)。

## 収録曲
1. 砂の果実
中谷美紀「砂の果実」カバー曲。
アレンジは沖縄のトラックメイカーRABiN×LOViN[1]。
2. とある星の物語
ジョビン『3月の水』に捧げるノイジーなボサノヴァ曲[1]